# Andorf
Andorf är en ort och kommun i Österrike. Den ligger i distriktet Schärding i förbundslandet Oberösterreich, 200 kilometer väster om huvudstaden Wien.
Kommunen består av 56 orter (Ortschaften) (inom parentes invånarantal 1 januari 2024):

- An der Fernstraße (3)
- Andorf (2 855)
- Autzing (10)
- Bach (25)
- Basling (28)
- Breitenberg (35)
- Bruck (30)
- Burgerding (14)
- Eberleinsedt (8)
- Edt bei Heitzing (2)
- Edt beim Pfarrhof (33)
- Erlau (209)
- Gerolding (23)
- Getzing (45)
- Großpichl (12)
- Großschörgern (152)
- Haula (40)
- Hebertspram (4)
- Heitzing (120)
- Heitzingerau (87)
- Hier (14)
- Hof (47)
- Humerleiten (14)
- Hutstock (9)
- Hörzberg (28)
- Hötzenedt (16)
- Hötzlarn (69)
- Kleinpichl (10)
- Kleinschörgern (22)
- Kreilern (10)
- Kurzenkirchen (99)
- Laab (45)
- Lauterbrunn (23)
- Lichtegg (24)
- Linden (15)
- Lohstampf (7)
- Matzing (28)
- Mayrhof (22)
- Niederhartwagen (33)
- Niederleiten (12)
- Oberndorf (55)
- Pimpfing (30)
- Pram (64)
- Pranzen (15)
- Rablern (Node-count limit exceeded)
- Radlern (Node-count limit exceeded)
- Schießedt (Node-count limit exceeded)
- Schulleredt (Node-count limit exceeded)
- Schärdingerau (Node-count limit exceeded)
- Seifriedsedt (Node-count limit exceeded)
- Sonnleiten (Node-count limit exceeded)
- Teuflau (Node-count limit exceeded)
- Untergriesbach (Node-count limit exceeded)
- Winertsham (Node-count limit exceeded)
- Winertshamerau (Node-count limit exceeded)
- Winteraigen (Node-count limit exceeded)

Node-count limit exceeded